# 远朋班
遠朋國建班（簡稱远朋班），後更名國家建設班，為1971年中華民國國防部設立的對外軍事訓練機構。成立原由為冷战期間为了反共救國，特别对亞洲、非洲和拉丁美洲国家培养的初级军事人才。

## 沿革
早年遠朋班祕密設置在臺北市北投區復興崗政工幹部學校（今國防大學政治作戰學院）內，班址與學生活動區區隔開，數十年來已經有數千人接受過訓練，結訓後大都在拉丁美洲位居要職、或是擔任軍事指揮官。後來遠朋班轉型，學員擴及中東、非洲、加勒比海等地，由原先反共、反滲透轉型為政經課程。
截至2017年，遠朋班已有5位總統或總理級優秀畢業學員，且超過80位部會首長級官員來到台灣觀摩、學習。由於遠朋班的重要性，台灣過去常謠傳利比亞強人曾來台就讀遠朋班，而過去外交部不曾證實或否認。不過，國防部於2011年發布了新聞稿否認這項傳聞。但不可否認的是，中華民國在1970年代到1980年代這段舉世油價高漲石油危機期間，購油比國際油價更便宜，促進經濟繁榮。

## 知名学员
- 曼纽尔·诺列加[6]，巴拿馬最高領導人
- 薩達姆·海珊，伊拉克總統